# Institutum Canarium
Das Institutum Canarium (IC) mit Sitz in Wien ist eine internationale interdisziplinäre Forschungsgesellschaft, die sich mit der Erforschung der Kulturgeschichte der Kanarischen Inseln und des benachbarten Mittelmeerraumes beschäftigt.

## Werden und Wirken
Das Institutum Canarium wurde im Jahr 1969 in Wien gegründet und pflegt heute einen internationalen Forschungsaustausch mit Universitäten und Forschungseinrichtungen in 21 Ländern. Es ist Mitglied der International Federation of Rock Art Organizations (IFRAO).
Das IC bringt seit 1970 regelmäßig die Fachzeitschrift Almogaren (Band 46/47 erschien 2016) sowie als Nachrichtenbulletin die IC-Nachrichten heraus. Dabei wird die Gesellschaft finanziell durch Spenden sowie durch das österreichische Ministerium für Wissenschaft und Forschung (Wien) unterstützt.
Als Auszeichnung wird die Dominik-Wölfel-Medaille verliehen. Preisträger waren 2001 José Manuel Alamo González
und 2003 Fred Olsen. Benannt ist die Auszeichnung nach dem Geschichtswissenschaftler und Völkerkundler Dominik Josef Wölfel (1888–1963), einem Erforscher der Kulturen Nordafrikas und der Kanarischen Inseln, der auch als Universitätsdozent für Völkerkunde in Wien und Kustos am Museum für Völkerkunde dortselbst beschäftigt war.

## Verwaltung
Generalsekretär des IC ist Rudolf Franz Ertl, Präsident ist Karlheinz Peiffer. Ehrenpräsidentin des Institutum Canarium ist Königin Sophia von Spanien.